# Guy Chapman
Guy Patterson Chapman (11. září 1889 Londýn – 30. června 1972) byl britský historik a spisovatel.

## Životopis
Studoval na Westminster School, Christ Church, Oxfordu a London School of Economics. Bojoval v obou světových válkách a v roce 1926 se oženil Margaret Storm Jameson. V období 1920-40 se zabýval vydáváním knih, 1945-53 působil jako profesor moderní historie na University of Leeds a v letech 1948-9 na University of Pittsburgh.

## Dílo
- A Passionate Prodigality, 1933;
- Beckford, a biography, 1938;
- A Bibliography of the Works of William Beckford, 1931;
- Culture and Survival, 1940;
- The Dreyfus Case: A Reassessment, 1955
- The Third Republic of France: the First Phase, 1963;
- Why France Collapsed, 1968.